# Fédération des scouts et guides de Catalogne
La Fédération des scouts et guides de Catalogne (en catalan : Federació catalana d'escoltisme i guiatge) est la fédération d'associations scouts catalanes.

## Présentation
La Fédération des scouts et guides de Catalogne est composée de trois associations :
- Acció Escolta de Catalunya
- Fédération des scouts et guides de Catalogne
- Minyons Escoltes i Guies de Catalunya.

## Historique
Cette fédération fut fondée le 30 juin 1977 de par la fusion entre les fédérations scoutes et guides. En octobre 2000, la Fédération des scouts et guides de Catalogne intègre la Fédération du scoutisme espagnol et devient alors membre de l'Organisation mondiale du mouvement scout.